# Mozart-Denkmal (Frankfurt am Main)
Koordinaten: 50° 7′ 1,8″ N, 8° 40′ 29,3″ O

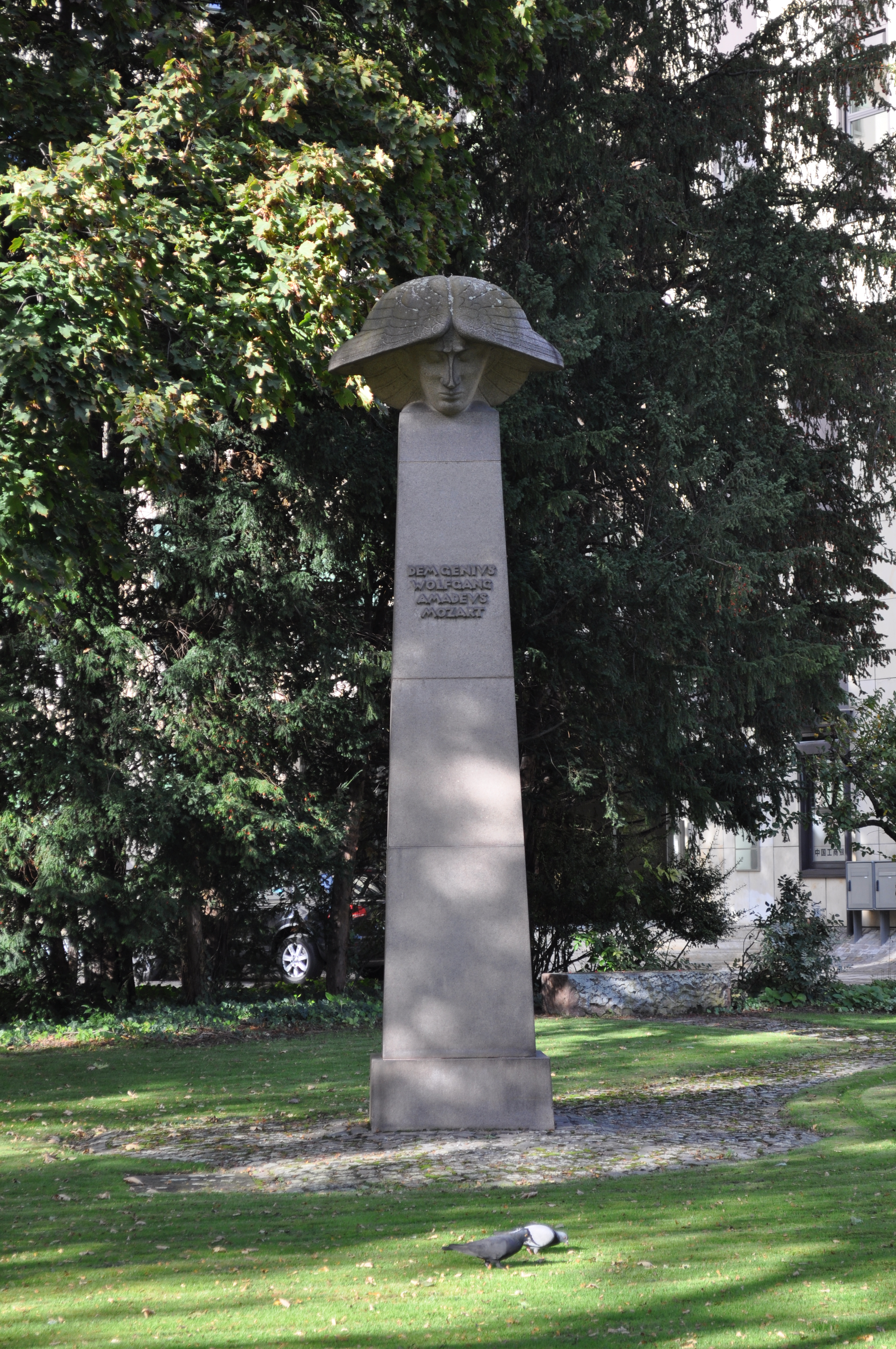
Mozartdenkmal in Frankfurt

Das Mozart-Denkmal am Mozartplatz in Frankfurt am Main erinnert an den Komponisten Wolfgang Amadeus Mozart.
1913 wurde von Georg Bäumler nach einem Entwurf von K. Krüger ein Mozart-Denkmal in Frankfurt geschaffen. Es wurde jedoch im Zweiten Weltkrieg bei den Luftangriffen auf Frankfurt am Main vollständig zerstört.
Nach dem Krieg wurde ein neues Denkmal geschaffen. Am 11. Mai 1963 wurde auf dem Mozartplatz vor dem Haus Bockenheimer Anlage 15 das neue, von Prof. Gerhard Marcks geschaffene, Mozart-Denkmal eingeweiht. Es besteht aus einer mehr als 4,90 Meter hohen Säule, auf der eine Büste, bedeckt mit einem geflügelten Hut, sitzt. Der Hut hat eine Spannbreite von 1,45 m. Verwendet wurde schwedischer Granit. Das Denkmal trägt die Inschrift „Dem Genius Wolfgang Amadeus Mozart“.